# Brampton, Cambridgeshire
Brampton är en ort och civil parish i distriktet Huntingdonshire i grevskapet Cambridgeshire i England. Orten hade 4 862 invånare 2011, på en yta av 1,93 km².